# Lestijärvi
Lestijärvi este o comună din Finlanda.